# Dolleren
Dolleren (deutsch Dollern) ist eine französische Gemeinde mit 460 Einwohnern (Stand 1. Januar 2022) im Département Haut-Rhin in der Region Grand Est (bis 2015 Elsass). Sie gehört zum Arrondissement Thann-Guebwiller, zum Kanton Masevaux-Niederbruck und zum 2001 gegründeten Gemeindeverband Vallée de la Doller et Soultzbach.

## Geografie
Die Gemeinde Dolleren liegt im oberen Dollertal in den südöstlichen Vogesen. Der Gipfel des 1247 m hohen Ballon d’Alsace (Elsässer Belchen) erhebt sich sieben Kilometer westlich von Dolleren. Das im Süden an die Region Bourgogne-Franche-Comté grenzende Gemeindegebiet von Dolleren ist Teil des Regionalen Naturparks Ballons des Vosges. Höchster Punkt der Gemeinde ist der Nordteil des Baerenkopfes (1074 m).
Nachbargemeinden von Dolleren sind Oberbruck im Norden und Nordosten, Wegscheid im Osten (Berührungspunkt), Kirchberg im Südosten, Lamadeleine-Val-des-Anges im Süden, Riervescemont im Südwesten sowie Sewen im Westen.

## Geschichte
Von 1871 bis zum Ende des Ersten Weltkrieges gehörte Dollern als Teil des Reichslandes Elsaß-Lothringen zum Deutschen Reich und war dem Kreis Thann im Bezirk Oberelsaß zugeordnet.

### Bevölkerungsentwicklung
| Jahr      | 1910 | 1962 | 1968 | 1975 | 1982 | 1990 | 1999 | 2007 | 2017 |
| Einwohner | 564  | 448  | 390  | 378  | 345  | 343  | 397  | 423  | 475  |

## Wappen
Wappenbeschreibung: In Blau ein goldenes lateinisches Kreuz hinter einem silbernen Wellenbalken.

Kreuzerhöhungskirche in Dolleren
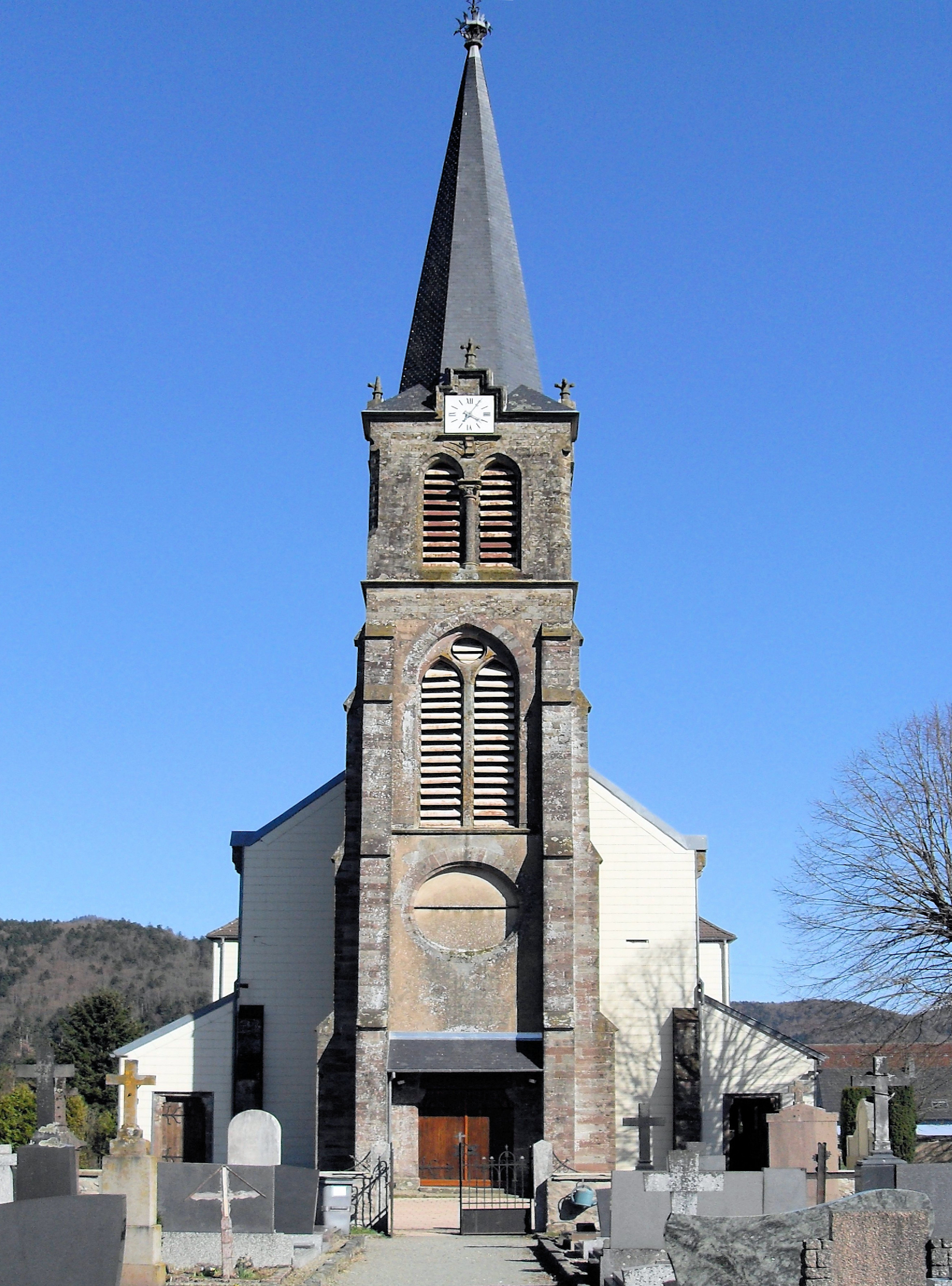
Westseite
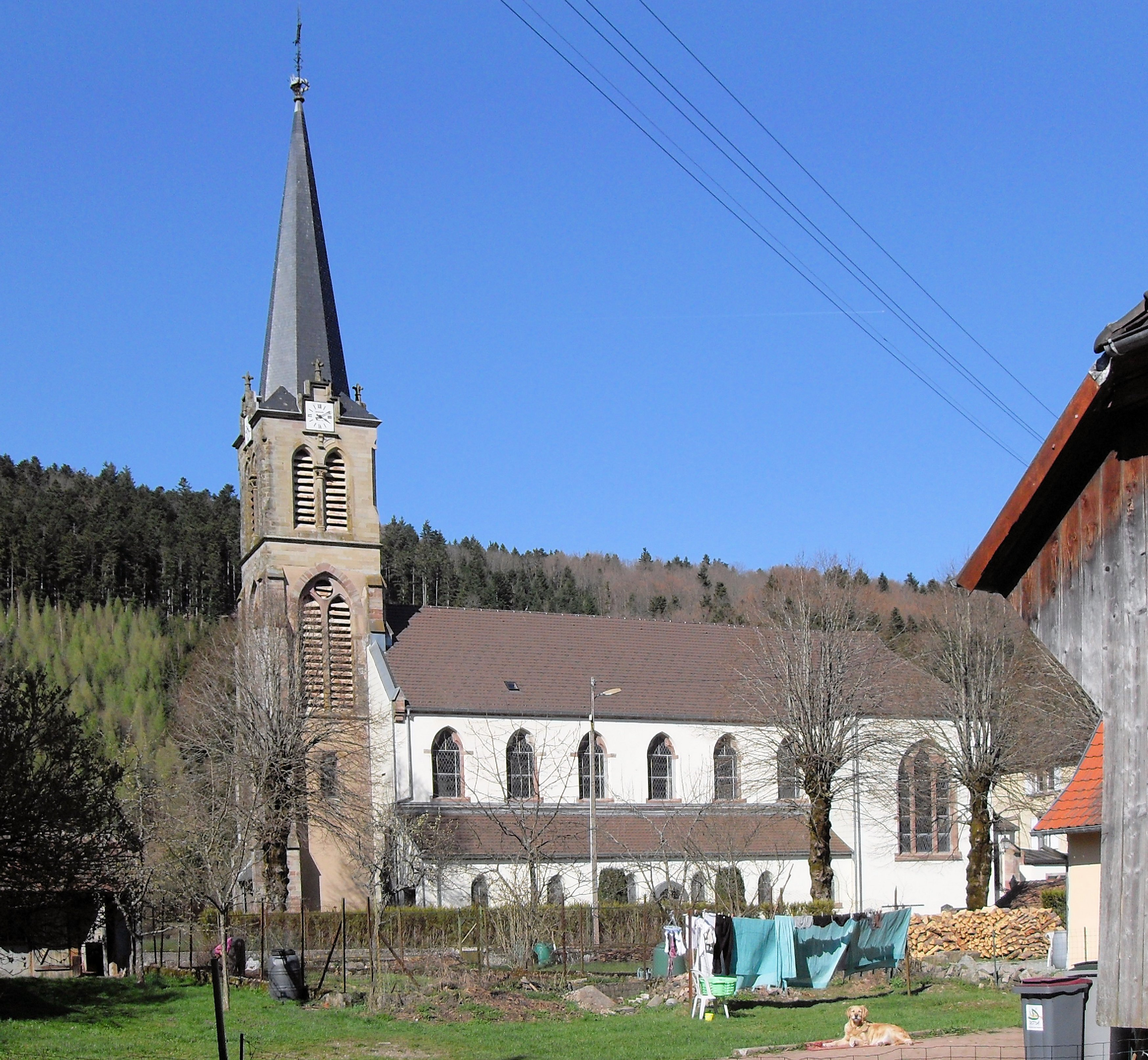
Südseite

## Nachweise
1. 1 2  Gemeindeverzeichnis Deutschland 1900 – Kreis Thann